# Esther Mahlangu

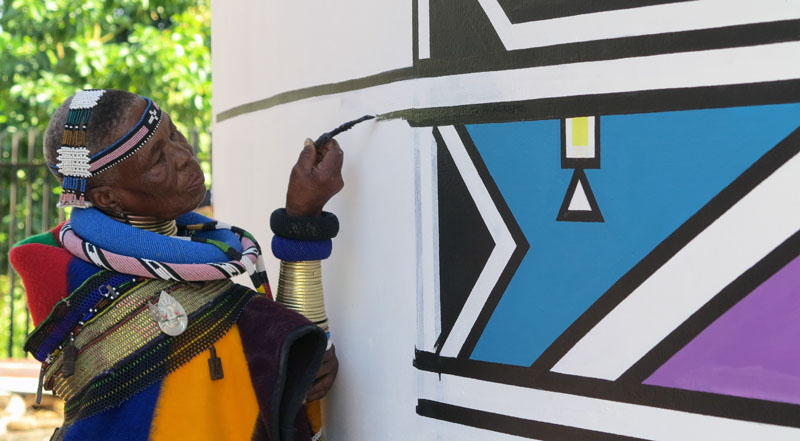
Esther Mahlangu, 2015

Esther Mahlangu [maˈɬaŋɡu] (geboren 11. November 1935 in Middelburg, Transvaal) ist eine südafrikanische Malerin der Ndebele-Ethnie.

## Leben und Werk

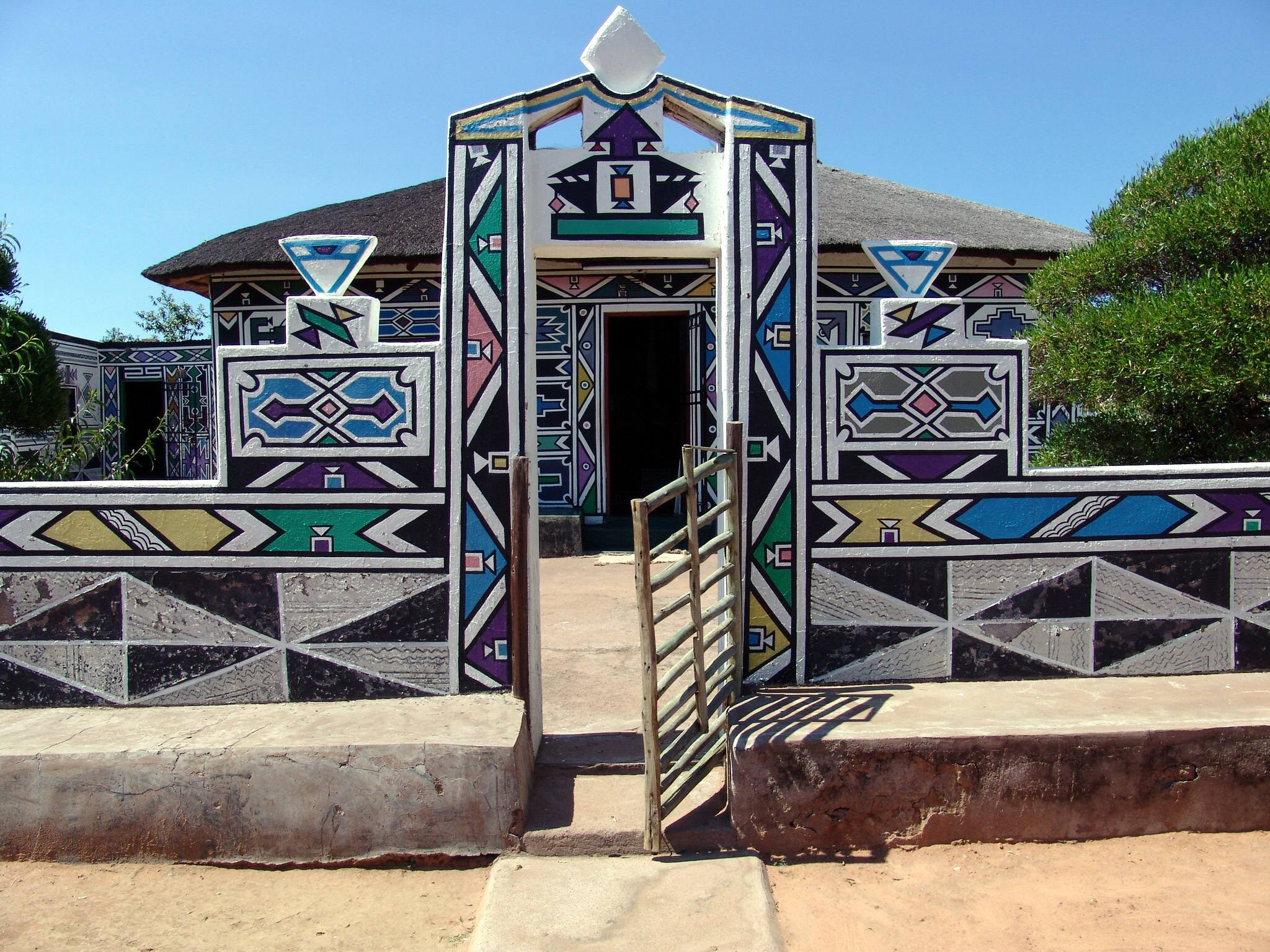
Eingang ihres Hauses
Signatur

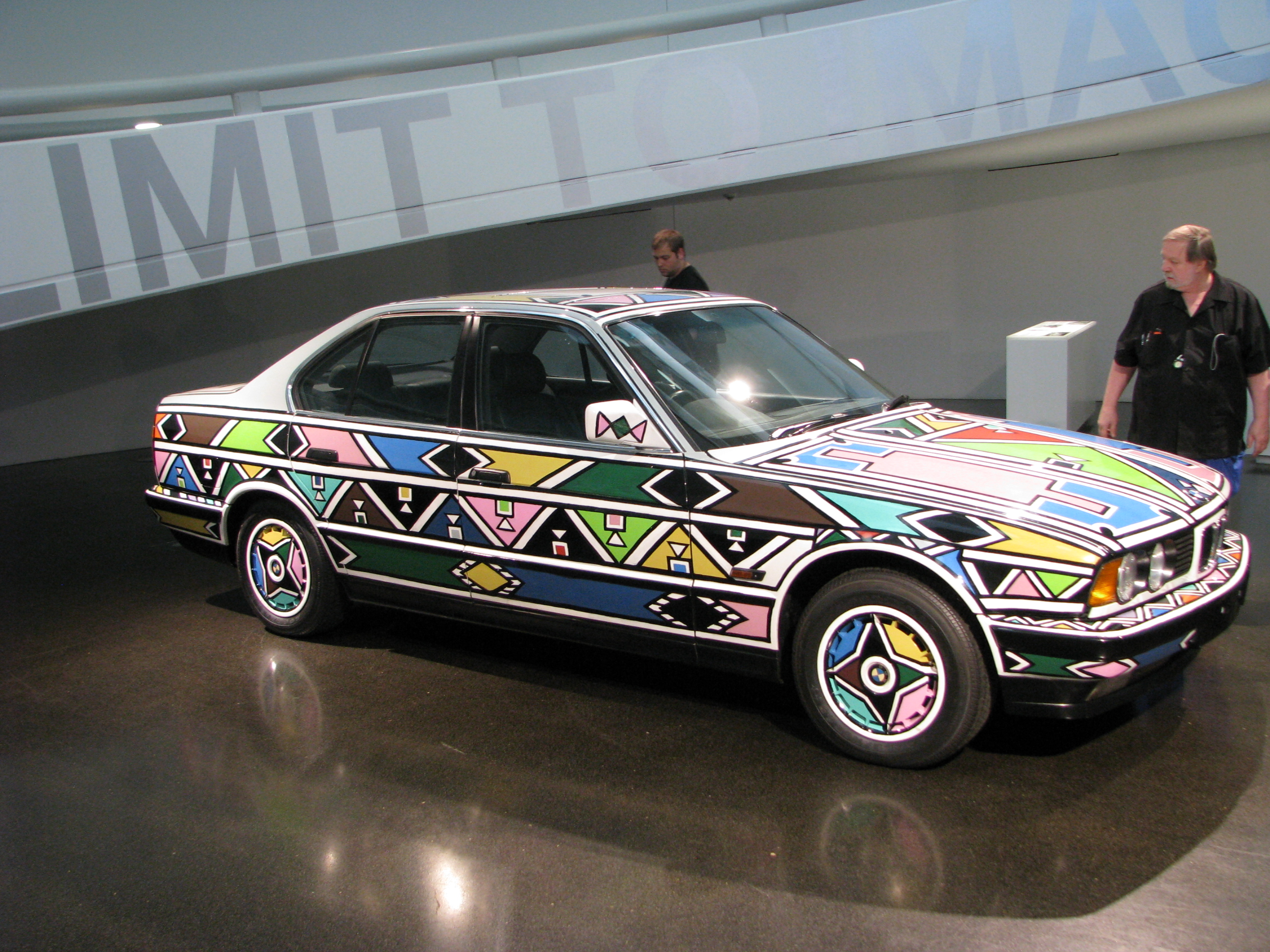
BMW 525i Art Car, 1991 gestaltet von Esther Mahlangu
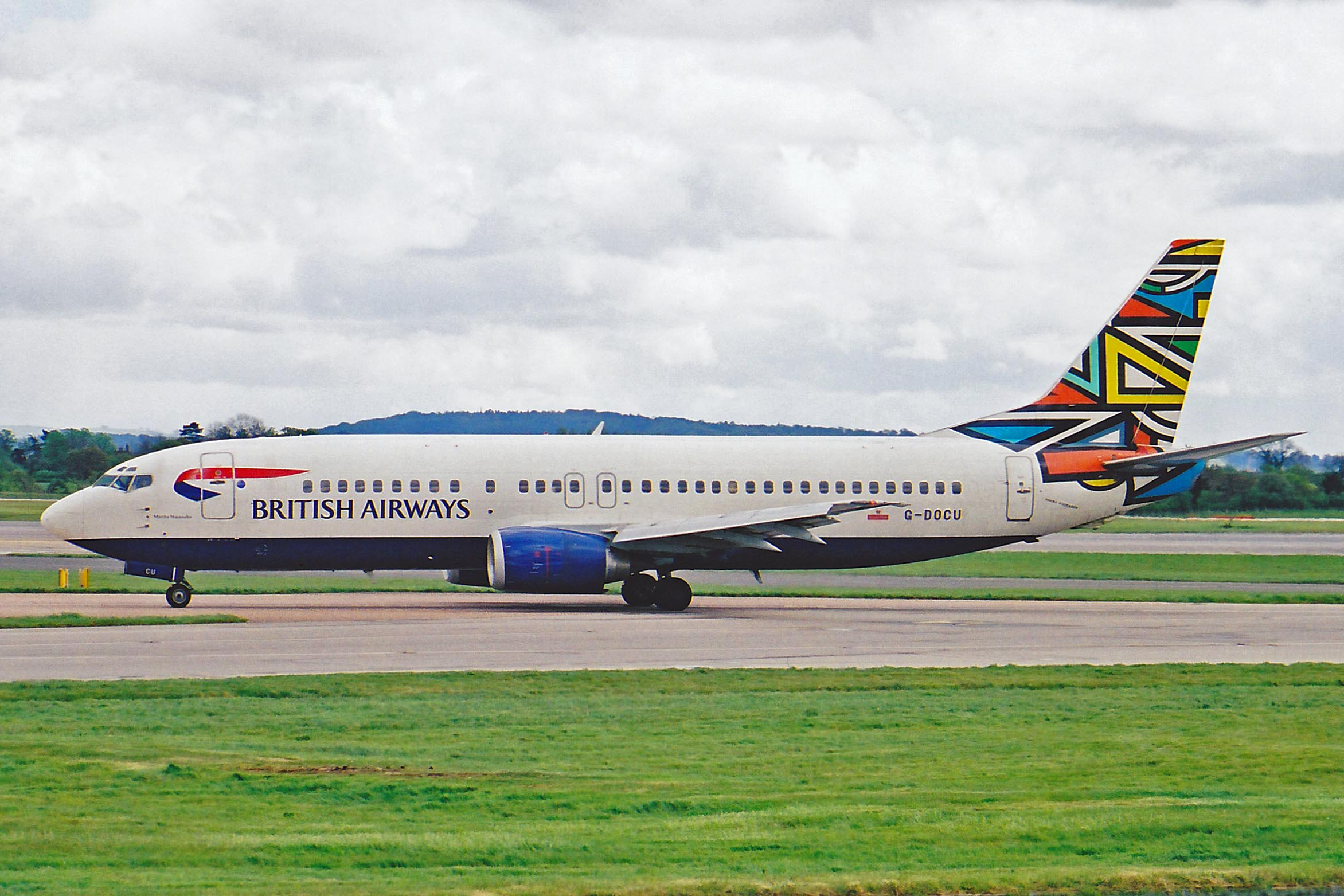
Seitenleitwerk, 1997

Esther Mahlangu zählt zum Volk der Ndebele, sie spricht Süd-Ndebele (isiNdebele oder Nrebele). Im Alter von zehn Jahren begann sie mit Wandmalereien, angeleitet von Mutter und Großmutter. In der Tradition ihres Volkes sind es die Frauen, die die Fassaden der Häuser bemalen. Ihr Malwerkzeug sind Hühnerfedern. Waren es früher in Süd-Ndebele (in Südafrika) eher Rundhütten und in Nord-Ndebele (in Simbabwe) eher eckige Häuser, kommen heute beide Haustypen in beiden Siedlungsbereichen vor. Im Museumsdorf Botshabelo wird die Kultur der Ndebele gepflegt und Besuchern vermittelt. „Malen ist in meinem Herzen und in meinem Blut“, sagt die Künstlerin.
Mahlangu war die erste Künstlerin der Ndebele, die traditionelle geometrische Muster auch auf Leinwand malte und die Kunst ihres Volkes somit in den westlichen Kunstmarkt einbrachte. Sie brachte die Muster auch auf unkonventionelle Oberflächen wie am Ende der Apartheid 1991 auf einen 5er-BMW (E34), 1997 auf ein Flugzeug der British Airways, 2007 auf einen Fiat 500 und 2016 auf die Interieurleisten eines 7er-BMWs (für BMW Individual). Sie gestaltete auch Keramik-Gefäße. Weiter gab es verschiedene Schuh-Projekte. 2024 wurde ein weiterer von ihr gestalteter 5er-BMW vorgestellt; bei diesem verwendete sie Folien mit e-inks, die ihre Farbe wechseln können. Das Art Car heißt nach einem ihrer Söhne Nostokana.
In Europa wurden ihre Arbeiten u. a. im Centre Pompidou in Paris, im Britischen Museum in London und auf der Biennale in Venedig gezeigt. Zu den Sammlern ihrer Kunst zählen unter anderem Swizz Beatz und Alicia Keys, John Legend,  Mick Jagger, Usher und Oprah Winfrey.
Mahlangus Stamm leidet wie auch andere Stämme unter Malaria, AIDS und Tuberkulose; sie selbst verlor ihre drei Söhne. 2016 gestaltete sie eine Wodka-Flasche, deren Verkaufserlös zur Hälfte an eine Spendenorganisation (Global Fund) zur Bekämpfung der drei Krankheiten ging.

## Auszeichnungen
- Order of Ikhamanga in Silber (OIS), für exzellente Leistungen
- 2018 Doktor honoris causa der University of Johannesburg
- 2024 Doktor honoris causa der Universität von Südafrika, Pretoria[12]